# Superpuchar Europy UEFA 2024
Superpuchar UEFA 2024 – mecz piłki nożnej, który odbył się 14 sierpnia 2024 na Stadionie Narodowym w Warszawie. Wzięły w nim udział zwycięzcy Ligi Mistrzów UEFA 2023/2024 i Ligi Europy UEFA 2023/2024 – Real Madryt i Atalanta.

## Stadion
26 września 2023, podczas posiedzenia Komitetu Wykonawczego UEFA w Limassolu, Stadion Narodowy w Warszawie został wybrany jako miejsce rozegrania spotkania. Obiekt ten wybudowano na potrzeby piłkarskich mistrzostw Europy 2012 w Polsce i na Ukrainie (odbyły się na nim trzy mecze grupy A, ćwierćfinał i półfinał). Od tego czasu był również gospodarzem finału Ligi Europy UEFA w 2015, a także miejscem rozgrywania domowych meczów piłkarskiej reprezentacji Polski. Obiekt może pomieścić 58 580 kibiców.

## Szczegóły meczu
Zwycięzcy Ligi Mistrzów zostali wyznaczeni jako drużyna „gospodarzy”.
| 14 sierpnia 2024 21:00 | Real Madryt · Valverde 59' · Mbappé 68' | 2:0(0:0)Raport | Atalanta | Stadion Narodowy, Warszawa Widzów: 56 042 Sędzia: Sandro Schärer |
|                        |                                         |                |          |                                                                  |